# استریمینگ (فیلم ۲۰۲۵)
استریمینگ (انگلیسی: Streaming؛ کره‌ای: 스트리밍) فیلمی در ژانر دلهره‌آور محصول سال ۲۰۲۵ کره جنوبی است که نویسندگی و کارگردانی آن را چو جانگ هو برعهده داشته است. در این فیلم، کانگ ها نول در نقش استریمر یک کانال جنایی پرطرفدار است که در حین پخش زنده، به دنبال سرنخ‌هایی دربارهٔ مجموعه‌ای از قتل‌های زنجیره‌ای حل‌نشده می‌گردد. این فیلم در ۲۱ مارس ۲۰۲۵ اکران شد.

## بازیگران
- کانگ ها نول در نقش وو سانگ
- ها سو یون در نقش ماتیلدا
- کانگ ها کیونگ در نقش لی جین سونگ
- ها هیون سو در نقش کی‌جی۵۳۸۵
- کیم کی دو در نقش ته هو